# Karl Fredrik Andreæ
Karl Fredrik Andreæ, född den 11 oktober 1854 i Söne socken i Skaraborgs län, död den 19 december 1894 i Kongo, var en svensk missionär som verkade på Svenska Missionsförbundets (SMF) kongomission i Nedre Kongo (Bas-Congo) i dåvarande Fristaten Kongo.

## Biografi
Karl Fredrik Andreæ var före sin utresa till Kongo bokhandlare i Lidköping. Han avskildes till missionär den 19 juni 1886 och avreste till Kongo den 5 augusti samma år tillsammans med Nils Westlind (1854–1895), Carl Johan Nilsson (1858–1891) och Lars Fredrik Hammarstedt (1861–1887). Westlind hade varit i Kongo tidigare, 1882–1885. Andreæ återkom till hemlandet i maj 1892, avreste till Kongo för andra gången den 4 juni 1893 och avled vid Nganda missionsstation den 19 december 1894. 

## Familj
K. F. Andreæ var gift med missionären Karolina Gustafsson, som avreste till Kongo den 20 juli 1893 och avled vid Nganda missionsstation 1895.